# Ivica Sertić
Ivica Sertić (Zagreb, 1927. – 19. svibnja 2020.), hrvatski baletni koreograf, solist i pedagog te slikar

## Životopis
Rođen je u Zagrebu gdje je pohađao gimnaziju i Muzičku akademiju, a zatim baletni studio Ane Roje i Oskara Harmoša. Godine 1948. postaje članom baletnog ansambla Hrvatskoga narodnog kazališta u Zagrebu gdje radi do 1955. godine. Ubrzo postaje solist koji se naročito ističe u karakternim ulogama.
Usavršavao se u Londonu, Parizu i Moskvi.
Na zagrebačkoj su mu pozornici najzapaženiji uspjesi bili naslovna uloga u baletu Frana Lhotke Đavo u selu, Princ u Baranovićevoj Kineskoj priči, Momak u Hristićevoj Ohridskoj legendi, Tatarski vođa u Lhotkinoj Baladi o jednoj srednjovjekovnoj ljubavi, naslovna uloga u Petruški Stravinskog i Corregidor u de Fallinom Trorogom šeširu.
Uskoro se oženio balerinom Ludmilom Naranžom. Kad su se vjenčali, živjeli su odvojeno, svatko kod svojih roditelja, jer si nisu mogli priuštiti stan. Kad su ga pozvali plesati u inozemstvo, prihvatio je te je sa suprugom otputovao u Heidelberg.
Godine 1956. postaje baletnim solistom u Frankfurtskoj operi gdje četiri godine surađuje s poznatim koreografima Walterom Goreom i Tatjanom Gsowskom. U Frankfurtu je dao zapažene nastupe u glavnim ulogama u baletima Trnoružici Čajkovskog, Egakovu Abraxsasu, Chabrierovim Marionetama, Fortnerovim Pokretima, Nonovom Don Perlimplinu, Agonu Stravinskog i dr.
Balet Don Perlimplin donio mu je osobit uspjeh, smatrao ga je najzanimljivijim baletom u kome je do sada nastupao.
Bio je ravnatelj baleta i koreograf u Heidelbergu i Lübecku, a od 1965. u Wuppertalu. Angažmani i gostovanja na drugim inozemnim, scenama donijeli su Sertiću internacionalnu afirmaciju ne samo kao plesaču već i kao koreografu. Među njegovim se koreografijama ističu i klasična djela, poput Vivaldijeva Concerta grossa i Mozartova Divertimenta, no posebno je uspjehe postigao u suvremenom repertoaru. Od 1973. do mirovine 1985., bio je ravnatelj baleta u teatru Gärtnerplatz, u Münchenu.
Nakon odlaska u mirovinu neko vrijeme radio je na Baletnoj akademiji u Münchenu, a onda se prestao baviti baletom. Posvetio se slikarstvu kojim se također bavio s puno ljubavi.
Uz njegovo su ime vezane i praizvedbe Malecova Pokušaja o Sizifu, Wittenbachova Okovanog, Tanzmanova Uskrsnuća, Philippeauova Rascjepa i Kelemenovih Napuštenih koje ujedno predstavljaju njegov prvi koreografski rad u Hrvatskome narodnom kazalištu u Zagrebu. Koreografirao je Crveni mantil Luigia Nona (po Lorci), Čudesnog mandarina Bele Bartoka, Put Ligetya-Beria, Concero B.A.Zimmermana, 'Pulcinellu Stravinskog, Delibesovu Coppéliju, zatim Peću i vuka, Romea i Juliju te Pepeljugu Prokofjeva. Od karijere se oprostio upravo u Zagrebu. Postavio je 1999. godine Kelemenov balet Dom Bernarde Albe, modernu koreografiju. To je bio zadnji balet kojeg je osmislio. 
U Njemačkoj je živio i radio preko 50 godina.
Za 1998./99. dobio je Nagradu hrvatskog glumišta za najbolje koreografsko, redateljsko ili dirigentsko ostvarenje u baletnoj predstavi.
Godine 2011. dobio je Nagradu Hrvatskog društva profesionalnih baletnih umjetnika za doprinos baletnoj umjetnosti. Na dodjeli u Foyeru HNK u Zagrebu održana je i izložba njegovih slika. Svojim dugim i plodonosnim radom obogatio je hrvatsku i europsku kulturu, ostvarivši zavidan umjetnički opus.
Dugogodišnji istaknuti član Hrvatskog društva profesionalnih baletnih umjetnika (HDPBU).